# هوارد دبليو. جاكسون
هوارد دبليو. جاكسون (بالإنجليزية: Howard W. Jackson)‏ هو سياسي أمريكي، ولد في 4 أغسطس 1877، وتوفي في 31 أغسطس 1960. حزبياً، نشط في الحزب الديمقراطي.